# Örsi Ferenc (író)
Örsi Ferenc (Barcs, 1927. április 17. – Budapest, 1994. augusztus 13.) József Attila-díjas magyar író, forgatókönyvíró. Leghíresebb műve a filmsorozatban majd regényben is megjelent A Tenkes kapitánya.

## Életpályája
Pécsett kezdte középiskoláit. A második világháború alatt hadifogságba került, onnan hazatérve 1946-ban érettségizett, majd joghallgató lett; 1950-ben szerzett jogi doktorátust. Dolgozott gyógyszertári laboránsként, könyvelőként, 1954-től a pécsi rádió falu rovatának munkatársa. Közben az 1952-1956 között megjelent Dunántúl című folyóirat egyik felfedezettjeként riportokat, elbeszéléseket, egyfelvonásost publikált. 1957-től a Pécsi Nemzeti Színház segédrendezője, dramaturgja volt. 1963-1968 között a Magyar Televízió szerkesztője volt. 1968–1976 között a Pajtás című folyóirat főmunkatársa volt. Ezen tisztségei közben, 1960-1971 között jelentéseket írt az állambiztonsági hivatalnak.

### Munkássága
1948 óta publikált, első regénye 1957-ben jelent meg. Ifjúsági műveiből sikeres tévésorozatokat készített, számos művét, drámáját, filmjét mutatták be külföldön is.  A Szovjetunióban és Mongóliában „Tovaris Tenkescs”-nek szólították, Saigonban „Miszter Tenkez"-nek.
A Tenkes kapitányán kívül drámát írt Zrínyiről, a Zöld Notesz című regényében hadapród iskolások németországi viszontagságait ábrázolja a II. világháború utolsó évében. A Princ a katona, a Patyolat akció és a Négyen az árban egyformán közönségsikert aratott.

## Színházi munkái
A Színházi Adattárban regisztrált bemutatóinak száma: szerzőként: 21; íróként: 1.

### Szerzőként
- Testvértüzek (1955)
- Az aranyember (1959)
- A kapitány (1959-1960, 1962)
- Fekete ventillátor (1960)
- Örvényben (1960)
- Kilóg a lóláb (1960-1962, 1984)
- Aranylakodalom (1962)
- Láthatatlan szerelem (1963)
- Princ, a civil (1972, 1978)
- Napkirály (1974)
- A Tenkes fia (1987)

### Íróként
- A Tenkes kapitánya (1963)

## Művei
- Testvértüzek (1955)
- Aranylakodalom (regény, 1957)
- A kapitány (dráma, 1959)
- Kilóg a lóláb (1960)
- Fekete ventillátor (dráma, 1960)
- Az utolsó pillanat (dráma, 1960)
- A pékinas lámpása (dráma, 1961)
- Kincses Baranya (Reismann Jánossal, fotóalbum, 1963)
- Láthatatlan kérelem (1963)
- Színház rivalda nélkül (dráma, 1965)
- A Tenkes kapitánya (ifjúsági regény, 1967; németül: 1970, litvánul: 1975, csehül: 1977)
- Zrínyi (tv-dráma, 1973)
- Zöld notesz (regény, 1983)
- A Bujdosó-zátony foglyai (ifjúsági regény, 1988) Online elérés
- Szerelmes hírszerzők (Eszes Mátéval, 1990)
- Jus ultimae noctis, avagy Egy este a siklósi várban. Történelmi látomás 2 részben; szerzői, Bp., 1991 (Z-füzetek)

## Filmjei
- Négyen az árban (1961)
- A Tenkes kapitánya (1963)
- Patyolat akció (1965)
- Princ, a katona (1966)
- Zrínyi (1973)

## Díjai
- Arany Nimfa-díj (1964)[3]
- A Haza Szolgálatáért Érdemérem arany fokozata (1967)
- Siklós díszpolgára (1969)[3]
- KISZ-érdemérem (1969)
- Szocialista Kultúráért (1970, 1973)
- A Művészeti Alap Irodalmi Díja (1981)
- József Attila-díj (1984)
- A Magyar Honvédség és a Magyar Írószövetség pályázatának nívódíja (1993)

## Emlékezete
- Örsi Ferenc Művelődési Ház[halott link]